# Ursula Biondi
Ursula Biondi (* 18. Dezember 1949 in Zürich) ist eine Schweizer Menschenrechtsaktivistin, die sich für Opfer der Zwangsversorgung bis 1981 in der Schweiz einsetzt. Sie wurde 1967 mit 17 Jahren in der Frauenstrafanstalt Hindelbank administrativ versorgt und setzt sich seit 2008 für die öffentliche Aufarbeitung der fürsorgerischen Zwangsmassnahmen in der Schweiz ein.

## Leben
Ursula Biondi ist in Zürich aufgewachsen. Als Jugendliche floh sie öfters von zu Hause und wurde mit 17 Jahren schwanger. Daraufhin wurde sie, ohne eine Straftat begangen zu haben, in die Frauenstrafanstalt in Hindelbank eingewiesen. Die Strafanstalt wurde von den Zürcher Vormundschaftsbehörden als geeignetes Erziehungsheim angegeben, und ihre Eltern waren anfangs damit einverstanden, sie für zwei Jahre dorthin zu schicken. Sie lebte ab April 1967 dort mit Straftäterinnen zusammen und musste in der Wäscherei arbeiten.
Zur Zeit der Einlieferung war sie bereits im fünften Monat schwanger. Für die Geburt ihres Sohnes wurde sie ins Inselspital gebracht, wo man ihr ihr Neugeborenes unmittelbar wegnahm und sie dazu bewegen wollte, ihn zur Adoption freizugeben, wogegen sie sich vehement wehrte. Nach zehn Tagen wurde sie ohne ihren Sohn nach Hindelbank zurückgebracht. Am 29. April 1968 wurde sie mit ihrem Sohn aus der Strafanstalt entlassen. Sie sollte in einem Kinderheim in Brunnen arbeiten. Von dort floh sie am 1. Mai nach Zürich und später mit einem Freund nach Genf.
1975 heiratete sie einen Genfer Rennfahrer und bekam mit ihm eine Tochter. Sie arbeitete in der EDV der ILO in Genf. Nach der Trennung von ihrem Ehemann zog Biondi in den 1990er Jahren aufgrund einer neuen Beziehung zurück nach Zürich und konnte an der Seite ihres Partners ihre traumatischen Erfahrungen aufarbeiten. Zwischen 2000 und 2002 schrieb sie ihre Geschichte im autobiografischen Buch Geboren in Zürich – eine Lebensgeschichte nieder.

### Kampf für Gerechtigkeit
Am 14. März 2008 erschien ein Artikel über das Schicksal von Ursula Biondi in der Zeitschrift Beobachter, woraufhin sie in die Talksendung «Aeschbacher» des SRF eingeladen wurde, um von ihrem Schicksal zu erzählen. In der Folge eröffnete sie die Anlaufstelle Administrativ-Versorgte 1942–1981.
Im SRF-Sendungsformat «Reporter» erschien am 15. April 2009 eine Reportage über sie. Dies hatte zur Folge, dass mehr und mehr Betroffene der damaligen Behördenwillkür interviewt wurden und ihre Leidensgeschichten erzählen konnten. Fortan setzte sie sich mit anderen Betroffenen für eine öffentliche Entschuldigung bei den Opfern administrativer Versorgung ein.
Am 10. September 2010 entschuldigte sich Bundesrätin Eveline Widmer-Schlumpf im Namen des Bundesrats bei allen Opfern administrativer Versorgung. Vier Tage nach der öffentlichen Entschuldigung wurde Biondi Mitgründerin der Interessengemeinschaft «IG-A-V 1942-1981», deren Ziel es war, ein Gesetz für die Rehabilitierung der von 1942 bis 1981 administrativ Versorgten durchzusetzen. Mit anderen Betroffenen gründete sie am 1. Oktober 2011 den Verein RAVIA (Rehabilitierung der administrativ Versorgten – Réhabilitation des internés administratifs).
Am 11. April 2013 entschuldigte sich Bundesrätin Simonetta Sommaruga bei allen Opfern von fürsorgerischen Zwangsmassnahmen und berief einen runden Tisch zum Thema ein. Daran nahmen Vertreter von Behörden sowie Betroffenenvertreter wie Ursula Biondi teil.
Am 15. November 2013 wurde Ursula Biondi an der Universität Freiburg das Ehrendoktorat der Rechtswissenschaften verliehen (Dr. honoris causa).
Ursula Biondi engagiert sich weiterhin aktiv für die Aufarbeitung dieses Kapitels der Schweizer Geschichte. Sie sammelt und katalogisiert relevante Informationen und Dokumente auf ihrer Website, wodurch sie eine zentrale Anlaufstelle für dieses Thema schafft. Als Zeitzeugin nimmt sie an Veranstaltungen in Schulen und Universitäten sowie an Podiumsgesprächen teil, um ihr Schicksal bekannt zu machen und zur historischen Aufklärung beizutragen.

## Auszeichnungen
- 2013: Prix Courage, Jurypreis
- 2014: Anna-Göldi-Menschenrechtspreis

## Werke
- Geboren in Zürich – eine Lebensgeschichte. Cornelia-Goethe-Literaturverl., Frankfurt am Main 2003, ISBN 3-0344-0152-3.